# Вила Ђарета (Виченца)
Вила Ђарета је насеље у Италији у округу Виченца, региону Венето.
Према процени из 2011. у насељу је живело 20 становника. Насеље се налази на надморској висини од 51 м.